# 굴뚝마을의 푸펠
《굴뚝마을의 푸펠》(일본어: えんとつ町のプペル)은 니시노 아키히로가 집필한 그림책이다. 2019년의 시점으로 누계 발행 부수 40만부에 달한다.
2020년 1월 니시노 아키히로 각본으로 무대화되었으며, 2020년 12월에는 애니메이션 영화화되어 공개되었다.